# جهش مرغ عشق توسی

مرغ عشق بالغ با جهش توسی آبی آسمانی

جهش مرغ عشق توسی یکی از تقریباً ۳۰ جهش است که بر رنگ مرغ عشق‌ها تأثیر می‌گذارد. این جهش اساسی واریته توسی (slate) است.